# Poison Prince
"Poison Prince" é o primeiro single da cantora e compositora escocesa, Amy Macdonald, para o seu álbum de estreia, This Is the Life.
Entrou na tabela musical UK Singles Chart em número 136 em 2007. O seu lançamento foi a 7 de Maio de 2007, e foi mais tarde relançado a 19 de Maio de 2008, no Reino Unido. A letras é baseada na vida de Pete Doherty, e foi escrita como uma ode ao problemático músico.

## Edição limitada
"Poison Prince" foi inicialmente oferecido como uma edição limitada online, e foi incluído como terceira faixa do seu álbum de estreia This Is The Life, lançado a 7 de Maio de 2007. O vídeo musical inclui Amy actuando num clube e andando por vários sítios de Glasgow.

## Relançamento
A 19 de Maio de 2008, um ano e doze dias depois do lançamento original, foi lançada uma reedição, juntamente com um novo vídeo musical. O vídeo foi filmado no espectáculo, Rock Against Racism em Troon, South Ayrshire, Escócia.

## Faixas e formatos
| CD Single      |                          |         |  |
| N.º            | Título                   | Duração |  |
| 1.             | "Poison Prince" (Lado A) | 3:28    |  |
| 2.             | "Rock Bottom" (Lado B)   | 3:44    |  |
| Duração total: | Duração total:           | 6:72    |  |

| Download digital |                     |         |  |
| N.º              | Título              | Duração |  |
| 1.               | "Poison Prince"     | 3:28    |  |
| 2.               | "Footballer's Wife" | 5:06    |  |
| 3.               | "Rock Bottom"       | 3:44    |  |
| Duração total:   | Duração total:      | 11:78   |  |

| CD Single Alemão, 2009 |                                       |         |  |
| N.º                    | Título                                | Duração |  |
| 1.                     | "Poison Prince"                       | 3:28    |  |
| 2.                     | "Poison Prince" (Vídeo - nova versão) | 3:28    |  |
| Duração total:         | Duração total:                        | 6:56    |  |

## Desempenho nas tabelas musicais

### Posições
| Tabelas musicais (2007/2008/2009) | Melhor posição |
| --------------------------------- | -------------- |
| Alemanha - German Single Charts   | 66             |
| Suíça - Swiss Singles Chart       | 58             |
| Reino Unido - UK Singles Chart    | 136            |
| Relançamento                      |                |
| Reino Unido - UK Singles Chart    | 148            |